# Nouveau cimetière de Villeneuve-la-Garenne
Le nouveau cimetière de Villeneuve-la-Garenne est un cimetière communal construit en 1967 se trouvant 52 avenue du Maréchal-Leclerc à Villeneuve-la-Garenne dans les Hauts-de-Seine.
Il comporte la conservation des cimetières ainsi que le funérarium municipal. La construction de l'édifice a été décidé par délibération du conseil municipal en date du 24 juin 1977. Au printemps 2024, ce complexe funéraire à bénéficier d'une réhabilitation dont le coût s'élève à 800 000 €.
La conservation des cimetières a pour vocation d’apporter ses compétences et son expérience aux usagers dans les domaines administratifs, techniques et réglementaires du funéraire.
Le funérarium municipal comporte trois salons de présentation ainsi qu'un laboratoire disposant de dix cellules réfrigérées.

## Histoire

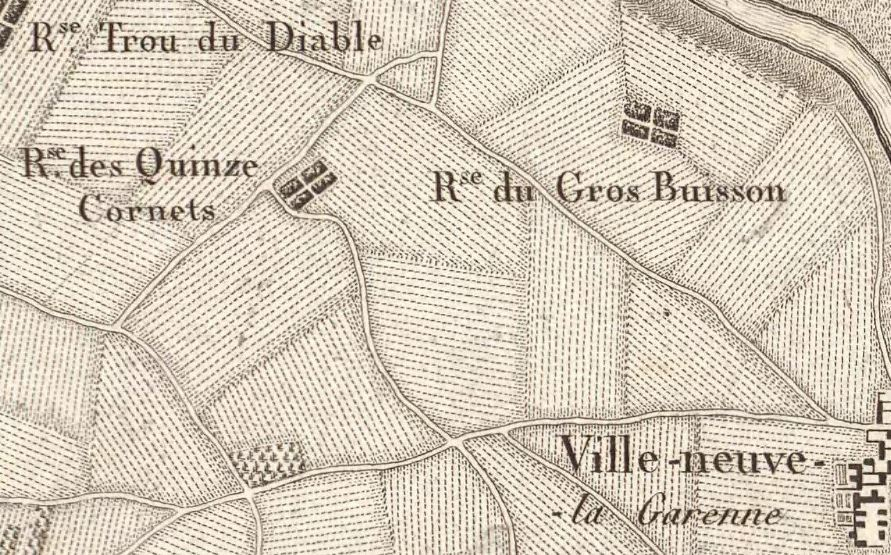
La remise des Quinze-Cornets sur la carte des Chasses du Roi, 1807.

L'augmentation de la population de la commune entraîna la nécessité d'agrandir l'ancien cimetière ou d'en créer un nouveau. Le second choix fut fait et, en juin 1964, la Ville acquit auprès de la Société Française des Sablières, un terrain de plus de 61 000 mètres carrés aux lieux-dits Les Cornets et Les Grands Réniers. L'avant-projet de la première tranche des travaux fut approuvé le 22 décembre 1965, et sa construction commença le 10 juillet 1967.
La première inhumation y eut lieu le 21 mars 1968.
Le 24 juin 1977 lui vit l'adjonction d'un funérarium. Puis par délibération du conseil municipal le 26 juin 1997, la création d'un jardin du souvenir.
Depuis sa création en 1929, la ville de Villeneuve-la-Garenne est adhérente au SIFUREP (Syndicat Intercommunal Funéraire en Région Parisienne).

## Situation
Le nouveau cimetière comporte 2198 concessions :
| Carré | Concessions |
| ----- | ----------- |
| 1     | 128         |
| 2     | 224         |
| 3     | 224         |
| 4     | 267         |
| 5     | 43          |
| 6     | 198         |
| 7     | 195         |
| 8     | 67          |
| 9     | 224         |
| 10    | 224         |
| 11    | 83          |
| 13    | 21          |
| 14    | 144         |

156 cases columbarium ainsi que deux cendriers destinés aux dispersions de cendres sont présents au jardin du souvenir.
L'ossuaire municipal ainsi que six caveaux provisoires se trouvent dans ce cimetière.
